# TDK羽城
TDK羽城株式会社（ティーディーケイうじょう）は、中高圧コンデンサ、ディップコンデンサの製造を行っていたTDKの100%出資の子会社。秋田県潟上市に本社があったが、平成24年7月にTDK-MCCに吸収合併し消滅した。

## 沿革
- 2012年
  - 7月1日 - TDK-MCCに吸収合併される[1]。
  - 9月30日 - TDK-MCC羽城工場が閉鎖され、従業員はTDK-MCC本荘工場に異動し[1]、製造していたコンデンサーは海外の工場へ移管した[2]。

## 生産品目
- 中高圧コンデンサ
- 積層チップコンデンサ